# The Allnighter
| Recensione              | Giudizio |
| ----------------------- | -------- |
| AllMusic                | [ 2 ]    |
| Robert Christgau        | C        |
| Dizionario del Pop-Rock | [ 4 ]    |

The Allnighter è il secondo album discografico come solista di Glenn Frey, chitarrista e cantautore statunitense già membro degli Eagles, pubblicato dalla casa discografica MCA Records nel giugno del 1984.

## Tracce

### LP
Lato A (MCA 4021)
1. The Allnighter – 4:22 (Glenn Frey, Jack Tempchin)
2. Sexy Girl – 3:30 (Jack Tempchin, Glenn Frey)
3. I Got Love – 3:49 (Glenn Frey, Jack Tempchin)
4. Somebody Else – 6:00 (Hawk Wolinski, Glenn Frey, Jack Tempchin)
5. Lover's Moon – 4:10 (Jack Tempchin, Glenn Frey)

Lato B (MCA 4022)
1. Smuggler's Blues – 4:17 (Glenn Frey, Jack Tempchin)
2. Let's Go Home – 5:01 (Glenn Frey, Jack Tempchin)
3. Better in the U.S.A. – 3:00 (Glenn Frey, Jack Tempchin)
4. Living in Darkness – 4:35 (Glenn Frey, Jack Tempchin, Hawk Wolinski)
5. New Love – 4:25 (Jack Tempchin, Glenn Frey)

### CD
Edizione CD del 2011, pubblicato dalla Geffen Records (UICY-75003)
1. The Allnighter – 4:22 (Glenn Frey, Jack Tempchin)
2. Sexy Girl – 3:30 (Jack Tempchin, Glenn Frey)
3. I Got Love – 3:49 (Glenn Frey, Jack Tempchin)
4. Somebody Else – 6:00 (Hawk Wolinski, Glenn Frey, Jack Tempchin)
5. Lover's Moon – 4:10 (Jack Tempchin, Glenn Frey)
6. Smuggler's Blues – 4:17 (Glenn Frey, Jack Tempchin)
7. Let's Go Home – 5:01 (Glenn Frey, Jack Tempchin)
8. Better in the U.S.A. – 3:00 (Glenn Frey, Jack Tempchin)
9. Living in Darkness – 4:35 (Glenn Frey, Jack Tempchin, Hawk Wolinski)
10. New Love – 4:25 (Jack Tempchin, Glenn Frey)
11. The Heat Is On – 3:45 (Glenn Frey) – Traccia bonus
12. Flip City – 5:12 (Hawk Wolinski, Glenn Frey) – Traccia bonus
13. You Belong to the City – 5:51 (Glenn Frey, Jack Tempchin) – Traccia bonus

## Musicisti
The Allnighter
- Glenn Frey - voce, chitarra elettrica, pianoforte elettrico
- Hawk Wolinski - organo, sintetizzatore
- Bryan Garofalo - basso
- John Robinson - batteria

Sexy Girl
- Glenn Frey - voce, basso, chitarra elettrica, cori di sottofondo
- Duncan Cameron - chitarra solista, cori di sottofondo
- Barry Beckett - pianoforte, sintetizzatore
- Larrie Londin - batteria
- Oren Waters - cori di sottofondo
- Roy Galloway - cori di sottofondo
- Luther Waters - cori di sottofondo
- Jack Tempchin - cori di sottofondo

I Got Love
- Glenn Frey - voce, chitarre
- David Cameron - chitarre
- Barry Beckett - tastiere
- The Heart Attack Horns - strumenti a fiato
- Lee Thornburg - arrangiamento strumenti a fiato
- David Hood - basso
- Larrie Londin - batteria

Somebody Else
- Glenn Frey - voce, chitarra elettrica, cori di sottofondo
- Hawk Wolinski - tastiere, chitarra fuzz, sintetizzatore
- Al Garth - sassofono
- John Robinson - batteria
- Oren Waters - cori di sottofondo
- Roy Galloway - cori di sottofondo

Lover's Moon
- Glenn Frey - voce, chitarra acustica, basso, organo
- Jack Tempchin - chitarra acustica
- David Cameron - chitarra elettrica, armonie vocali
- Nick De Caro - accordion, arrangiamento strumenti ad arco

Smuggler's Blues
- Glenn Frey - voce, sintetizzatore, chitarra elettrica, chitarra slide
- Josh Leo - chitarra elettrica
- Duncan Cameron - chitarra elettrica
- Bryan Garofalo - basso
- Michael Huey - batteria
- Steve Forman - congas

Let's Go Home
- Glenn Frey - voce, cori di sottofondo
- Josh Leo - chitarra elettrica
- Duncan Cameron - chitarra elettrica
- Vince Melamed - pianoforte elettrico
- Hawk Wolinski - organo
- Al Garth - sassofono
- The Heart Attack Horns - strumenti a fiato
- Lee Thornburg - arrangiamento strumenti a fiato
- Victor Feldman - vibrafono
- Bryan Garofalo - basso
- Michael Huey - batteria
- Oren Waters - cori di sottofondo
- Roy Galloway - cori di sottofondo

Better in the U.S.A.
- Glenn Frey - voce, chitarra elettrica, pianoforte, cori di sottofondo
- Duncan Cameron - chitarra elettrica, cori di sottofondo
- Barry Beckett - pianoforte
- David Hood - basso
- Larrie Londin - batteria
- Oren Waters - cori di sottofondo
- Roy Galloway - cori di sottofondo
- Luther Waters - cori di sottofondo
- Jack Tempchin - cori di sottofondo

Living in Darkness
- Glenn Frey - voce, chitarra elettrica, cori di sottofondo
- Hawk Wolinski - sintetizzatore
- The Heart Attack Horns - strumenti a fiato
- Greg Smith - arrangiamento strumenti a fiato
- Bill Bergman - sassofono
- Brian Garofalo - basso
- Steve Forman - percussioni
- Oren Waters - cori di sottofondo
- Roy Galloway - cori di sottofondo
- Duncan Cameron - cori di sottofondo

New Love
- Glenn Frey - voce, pianoforte elettrico, celeste, cori di sottofondo
- Duncan Cameron - chitarra acustica
- Josh Leo - chitarra elettrica
- Hawk Wolinski - organo
- Lee Thornburg - flicorno
- Bryan Garofalo - basso
- Michael Huey - batteria
- Oren Waters - cori di sottofondo
- Roy Galloway - cori di sottofondo

Note aggiuntive
- Glenn Frey e Allan Blazek - produttori
- Barry Beckett - produttore (brani: Sexy Girl, I Got Love e Better in the U.S.A.)
- Registrazioni effettuate a: Wilder Bros. Studios (Los Angeles); Muscle Shoals Sound (Sheffield, Alabama); Oceanway Studio (Los Angeles); Caribou Studio (Nederland, Colorado)
- Allan Blazek - ingegnere delle registrazioni, ingegnere del mixaggio
- Ray Blair e Steve Melton - secondi ingegneri delle registrazioni
- Lee Daley, Rich Markowitz e Pete Greene - assistenti ingegneri delle registrazioni
- Jim Shea - fotografia
- Dale Sizer - illustrazione copertina album originale
- Jeff Adamoff - art direction copertina album originale[6]

## Classifica
Album
| Anno | Classifica            | Posizione raggiunta |
| ---- | --------------------- | ------------------- |
| 1985 | Billboard 200         | 22                  |
| 1985 | Official Albums Chart | 31                  |

Singoli
| Anno | Titolo del brano | Classifica             | Posizione raggiunta |
| ---- | ---------------- | ---------------------- | ------------------- |
| 1984 | Sexy Girl        | Billboard Hot 100      | 20                  |
| 1984 | The Allnighter   | Billboard Hot 100      | 54                  |
| 1985 | Smuggler's Blues | Billboard Hot 100      | 12                  |
| 1984 | Sexy Girl        | Adult Contemporary     | 23                  |
| 1985 | Smuggler's Blues | Mainstream Rock Songs  | 13                  |
| 1985 | Smuggler's Blues | Official Singles Chart | 22                  |
| 1985 | Sexy Girl        | Official Singles Chart | 81                  |